# Flatpak
Flatpak – menedżer pakietów dla systemów bazujących na jądrze Linux.
Flatpak jest dostępny na większości popularnych dystrybucji Linuksa, między innymi: Ubuntu, Fedora, Arch Linux, OpenSuse, Debian, Void Linux.
Flatpak jest dostępny na licencji GNU Lesser General Public License v2.1.
Aplikacje dostarczane w ramach Flatpaka zajmują zazwyczaj więcej miejsca na dysku, niż pakiety z systemowych menadżerów pakietów, ponieważ Flatpak dostarcza wszystkie potrzebne zależności, a systemowy menedżer pakietów ma już prawdopodobnie pobraną część z nich.

## Flathub
Flathub to największe repozytorium Flatpaka. Zawiera ponad 1330 aplikacji.